# 曳舟道

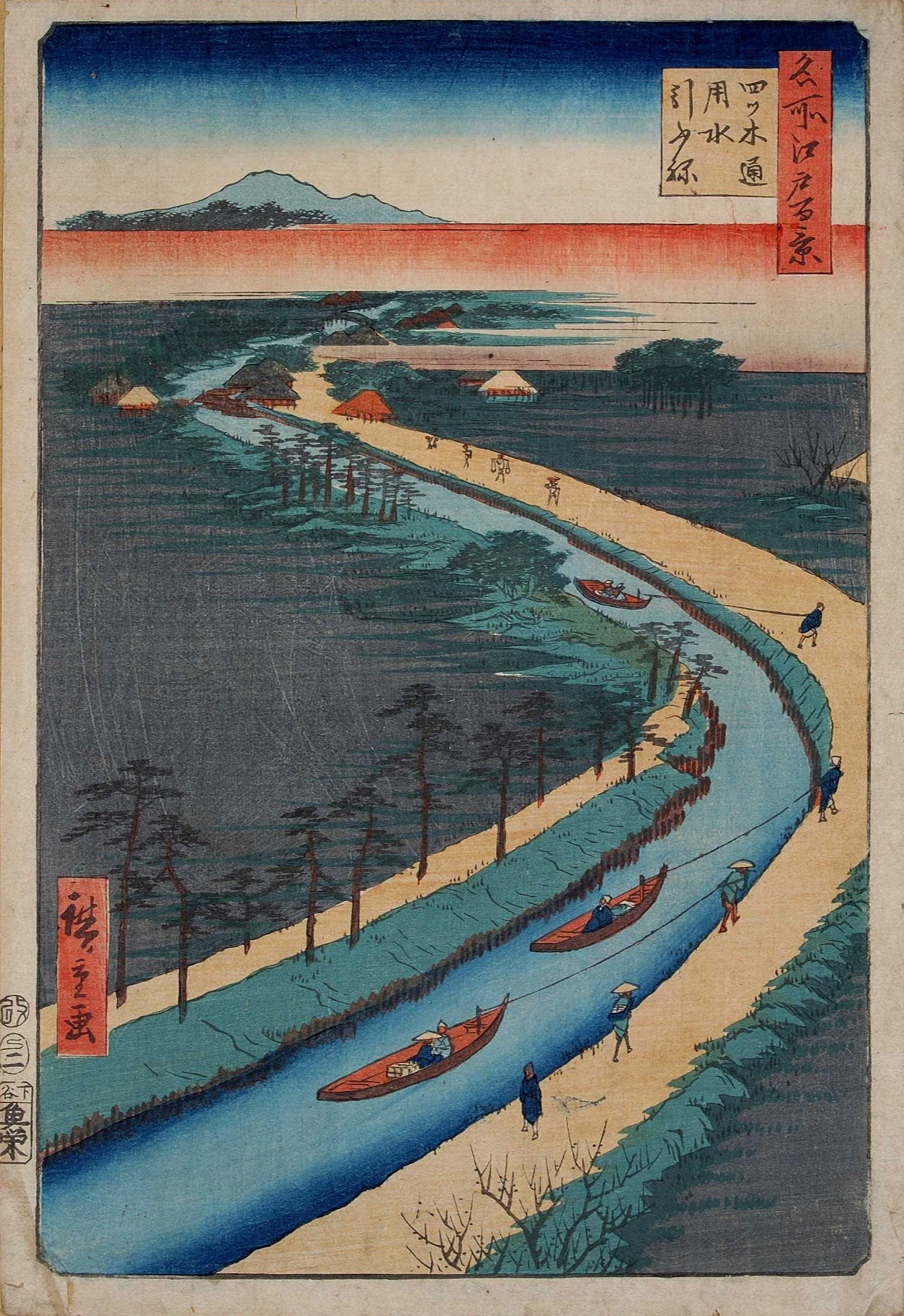
江戸時代の曳舟道の様子（『名所江戸百景』）。水路は墨田区北部にあった曳舟川（現在はほとんどの区間が埋め立てられ、道路となっている）。曳舟 (東京都)も参照のこと。

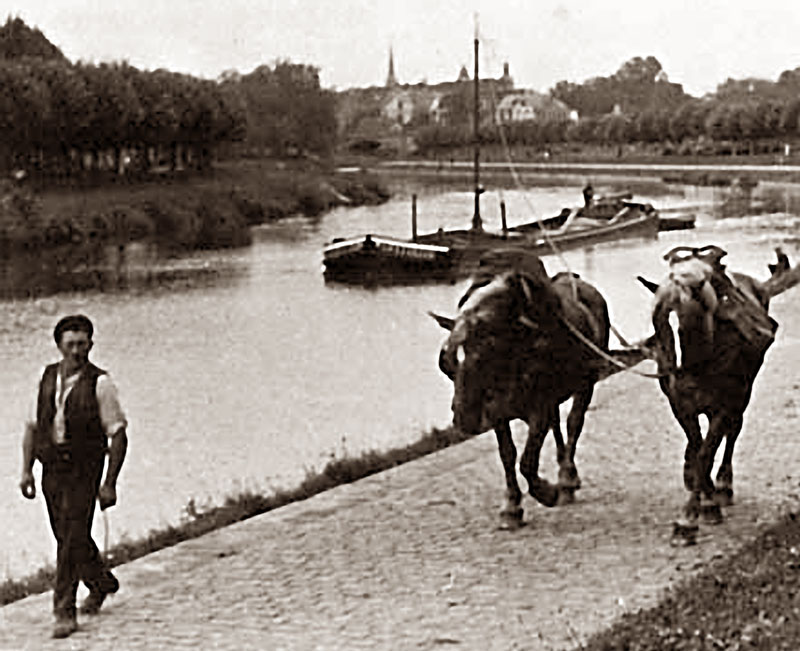
曳舟道利用風景

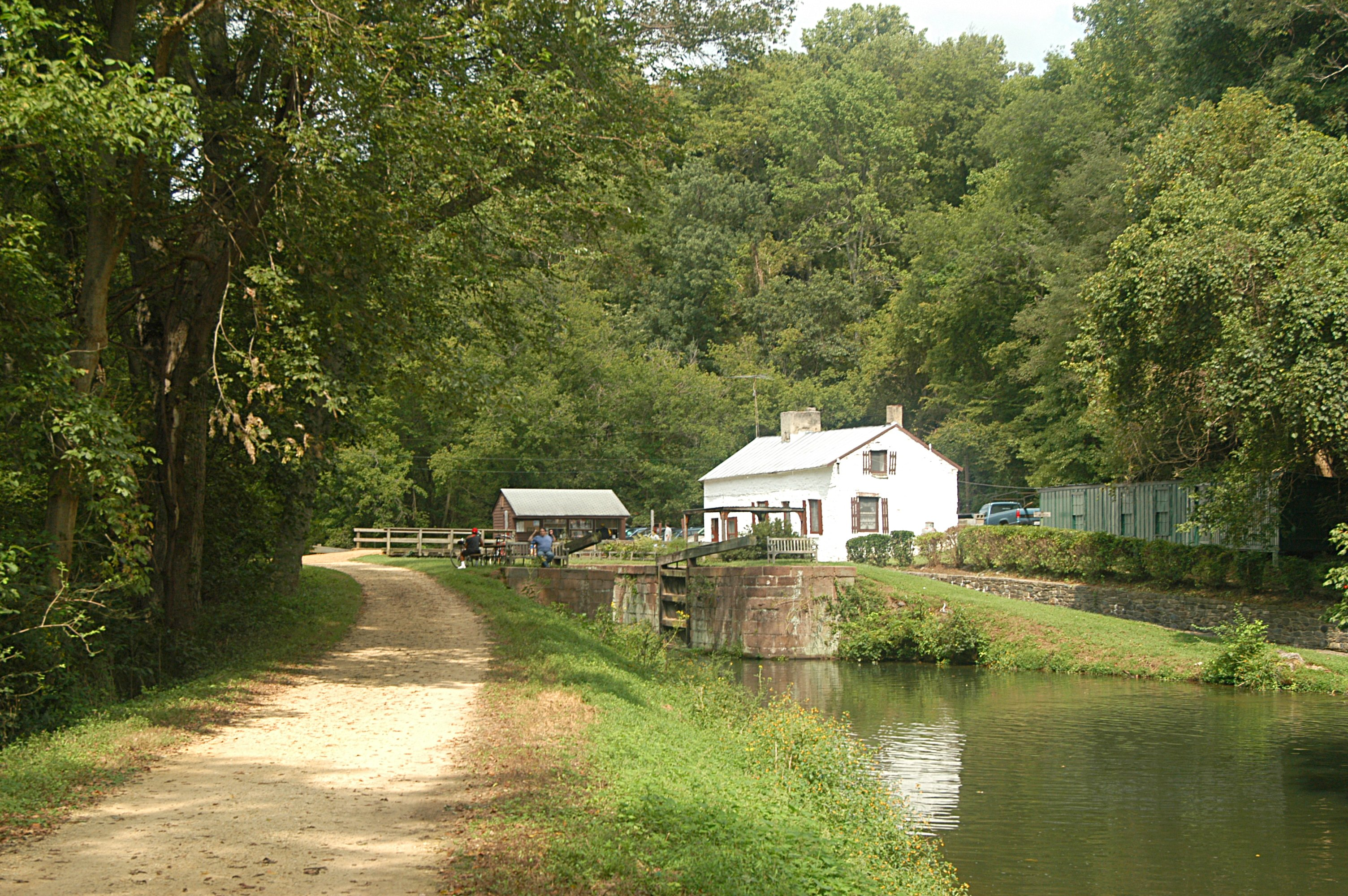
チェサピーク・オハイオ運河沿いの曳舟道

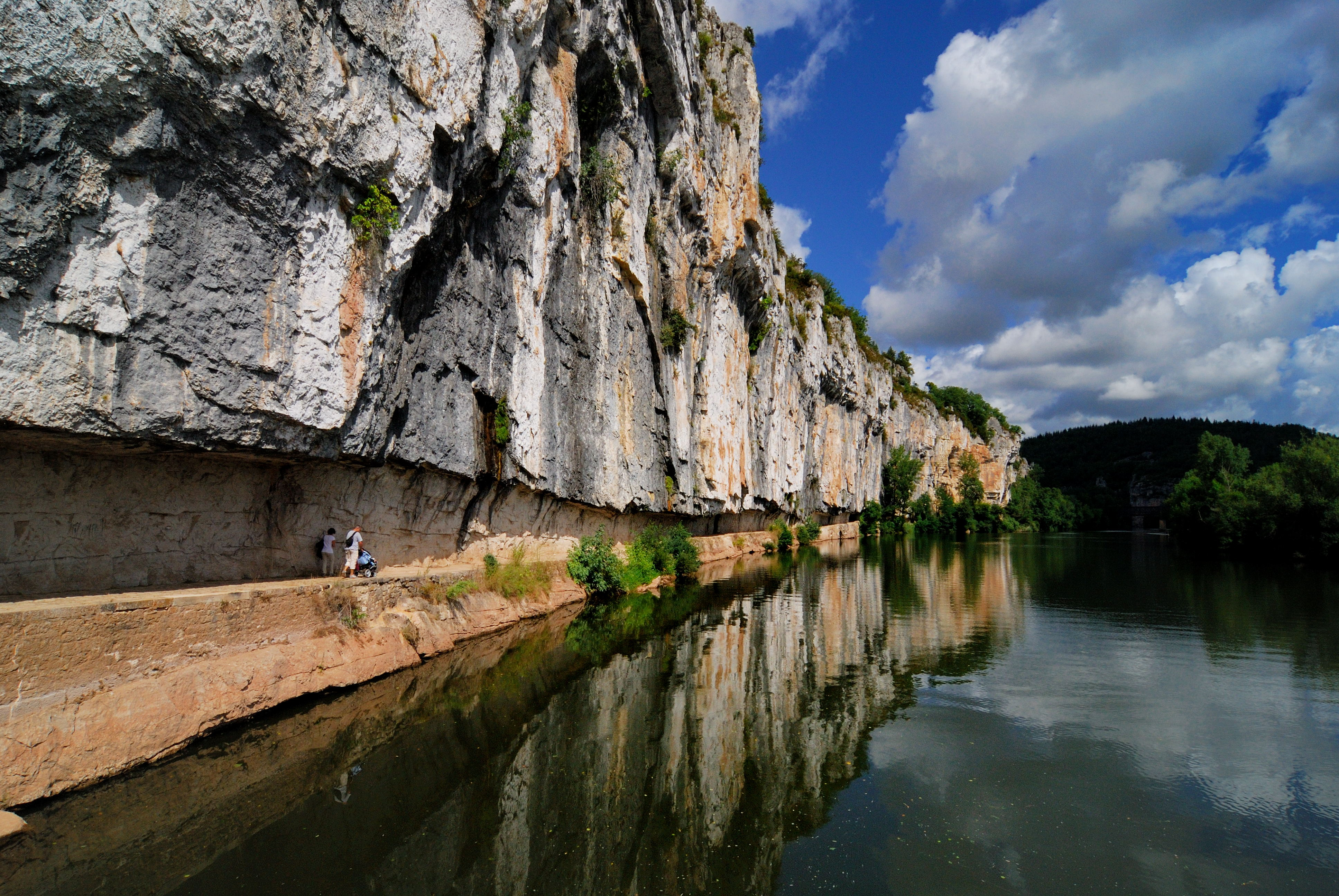
フランス南西部のロット川沿いの断崖を削って造られた曳舟道

曳舟道（ひきふねみち、英: towpath、独: Treidelpfadまたは独: Treidelweg）は、河川、運河などの内陸水路の岸に沿って走る道や路である。

## 概要
その目的は、陸上輸送機械、動物や人間などが船舶や艀を牽引するためのものである。この方式は、急流、隧道、橋梁や風向きなどの理由により帆走が不可能であった際に、よく用いられた。パナマ運河の電気機関車による牽引は同様の概念であり、現在も行われている。
産業革命の後、船舶にはエンジンが装着され、また鉄道輸送が人力による低速の牽引を凌駕したため、牽引は旧式のものとなった。その後、多くの曳舟道は多目的路とされた。現在の日本においては曳舟道という言葉が使用されることはまれとなり、東京都墨田区などに地名として残っている程度である。運河沿いの古い曳舟道の中には、もっぱら平坦なため自転車道や遊歩道として整備されているものもある。

## 曳舟道のある水路の一覧

### 日本
- 琵琶湖疏水（京都市）
- 高瀬川（同上）

### イギリス
- テムズ川（イギリス）
- フォース＝ファース運河（イギリススコットランド）

### アメリカ
- チェサピーク＝オハイオ運河（アメリカ）
- D&R運河（アメリカニュージャージー州）
- エリー運河（アメリカニューヨーク州）
- セントラル運河（アメリカインディアナポリス）

### ドイツ
- ライン川（ドイツ）
- ドナウ川（ドイツ）

産業革命以前に存在した運河には必ず存在する。